# 沖電気工業
沖電気工業株式会社（おきでんきこうぎょう）は、東京都港区虎ノ門に本社を置く、通信機器、現金自動預け払い機（ATM）等の情報機器を主体に製造する大手電機メーカーである。通称「OKI」、「沖電気」。東京証券取引所プライム市場上場。芙蓉グループに属する。

## 概要
日本で最初の通信機器メーカーとして1881年（明治14年）創業以来、140年以上の歴史をもつ。長年にわたり電話交換機の製造を行ってきた経緯から、いわゆる「電電ファミリー」と呼ばれる企業であり、旧日本電信電話公社（現在のNTT）以来の関係から、NTTグループとの関係が強い。
近年、企業スローガンを「Open Up Your Dream」とし、ユビキタス社会の実現と「安全、安心、豊かな社会」への貢献を目ざし、NGN、インターネット、セキュリティ、ソフトウェア、サービスなど、情報と通信が融合した新たな分野へ事業領域を拡大している。
元は浅野財閥系の企業であったが、戦後の財閥解体に伴って、旧安田財閥系の富士銀行（現在のみずほ銀行）を中核とする芙蓉会に名を連ねることとなった。現在も芙蓉グループに属している。

## 沿革
- 1881年 - 沖牙太郎により明工舎を設立、創業。
- 1885年 - 東京市京橋区京橋弓町（現・中央区銀座）にメッキ工場を開設。
- 1886年 - 同・京橋新富町に製線工場、南伝馬町に支店を開設。
- 1889年 - 明工舎を沖電機工場と改称。
- 1896年 - 国産初の直列複式交換機を日本電信電話公社・東京浪花町分局に納入。
- 1898年 - アメリカ合衆国のウェスタン・エレクトリックと合弁企業設立の交渉を行うが、条件が折り合わず不成立となる[3][注 1]。
- 1907年 - 合資会社沖商会に改組、沖タケを代表社員に、浅野総一郎（浅野財閥創始者）が相談役に就任。
- 1910年 - 本店、営業所を芝区田町四丁目に移す。
- 1912年 - 沖電気株式会社設立。
- 1917年 - 沖商会を合併。
- 1919年 - 大崎工場を開設。
- 1925年 - 元逓信次官の内田嘉吉が顧問に就任。
- 1927年 - 東京市芝区西芝浦に芝浦工場（旧東京工場、後の旧6号別館）を開設。
- 1930年 - 二代目浅野総一郎（浅野泰治郎）（浅野財閥総帥二代目）が会長に就任[4]。
- 1949年 - 企業再建整備法により沖電気を解散し、第二会社として沖電気工業株式会社を設立。
- 1951年 - 東京証券取引所上場。
- 1956年 - クロスバー交換機を日本電信電話公社（現・NTT）に納入。
- 1958年 - 群馬県高崎市に情報処理機器の工場として高崎工場開設。
- 1961年 - 東京都八王子市に半導体工場開設、トランジスタの生産開始。またトランジスタ式コンピュータOKITAC 5090を発売。
- 1962年 - 埼玉県本庄市に通信機器の工場として本庄工場開設。
- 1963年 - スペリーランド社と技術提携契約を結び、沖ユニバック株式会社を設立。
- 1971年 - オンライン現金自動支払機（CD）を富士銀行に、D10デジタル局用交換機を電電公社に納入。
- 1976年 - 初の外債1500万ドルを発行。
- 1980年 - 超LSI生産会社である宮崎沖電気株式会社（現・ラピスセミコンダクタ）工場完成。
- 1982年 - 世界初の紙幣環流機能付きATM「AT-100シリーズ」を発売。
- 1982年 - 10月に宮崎沖電気で工場火災発生。以後、10月3日が沖電気防災の日となる。
- 1986年 - 埼玉県蕨市にソフトウェアの開発拠点システム開発センタ開設。
- 1990年 - 発光ダイオードを光源に用いたページプリンター発売。
- 1992年 - 保守サービス事業会社として株式会社沖電気カスタマアドテックを設立。
- 1994年 - ページプリンターの事業会社として株式会社沖データを設立。
- 1998年 - 篠塚勝正が社長に就任。「強みを生かせる事業ドメインへの集中」を目的とした「フェニックス21計画」を策定[5]。
- 1999年 - 東芝より国内民間向け金融自動化機器事業を譲受。
- 2000年 - サービス部門の一部を株式会社沖コムテックへ譲渡。
- 2001年 - カーエレクトロニクス事業をホンダ系部品メーカー、株式会社ケーヒン（現・日立Astemo）に譲渡。
- 2002年 - IPTPCを設立。
- 2003年 - 芝浦地区の通称別館地区を一部を残し売却。
- 2005年 - 日本TIより液晶パネル向けドライバLSI事業を譲受。
- 2007年 - 東京証券取引所および大阪証券取引所の銘柄略称を、10月1日より「沖電気」から「OKI」に変更。

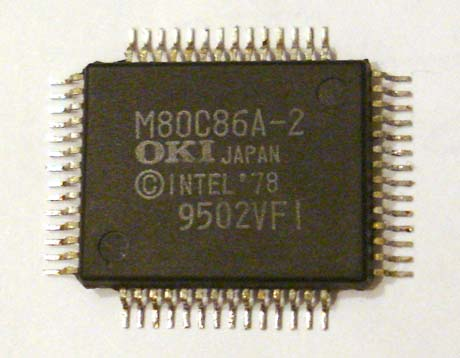
かつて製造していた半導体部品

- 2008年 - 5月に半導体部門をロームへ売却することを決定。10月、OKIの半導体部門を分社後、株式の95%をロームへ譲渡[6]。
- 2008年 - レガシー系を除く通信事業部門を新設分割により独立させ「OKIネットワークス」設立[7]。
- 2009年 - 6月の株主総会で篠塚社長が退任、川崎新社長に交代。
- 2011年 - 2月までに早期退職優遇制度により1,018名の人員を削減実施。
- 2012年 - OKIネットワークスを吸収合併。
- 2012年 - スペイン子会社（オキ・システムズ・イベリカ）が不適切な会計処理を行っていたことが発覚し、2007年3月期～2012年4-6月期までの6年3カ月間に308億円の純損失が発生したと発表[8]。
- 2012年 - 田中貴金属工業から鶴岡工場およびプリント配線板事業を買収。OKI田中サーキット（現・OKIサーキットテクノロジー）を設立[注 2][9][10]。
- 2014年 - ブラジルのItautec社のATM事業を取得、現地子会社「OKIブラジル」（サンパウロ州）を設立
- 2015年 - 横河電機から青梅事業所を取得。
- 2016年 - 鎌上信也が社長に就任。
- 2019年 - ATM（現金自動預け払い機）を製造するブラジル子会社の金融・リテール・サービス事業を、米NCR（ジョージア州）に譲渡することを決定[11]。事業譲渡後はNCRのブラジル子会社に対してATMモジュールを供給する。
- 2021年 - 株式会社沖データを吸収合併。
- 2022年 - 森孝廣が社長に就任。鎌上信也 前社長は会長に就任。
- 2022年 - OKIエンジニアリング（OEG）は、EV・ADAS（先進運転支援システム）・自動運転向け車載電子機器・装置の信頼性試験サービスを大幅に強化した「eモビリティテストセンター」を群馬県伊勢崎市に開設、5月17日より稼働を開始[12]。
- 2022年 - 埼玉県本庄市の本庄工場内にエネルギーの消費量を実質的にゼロにする新棟を建設。 建物で使うエネルギー消費量を実質0とする「ネット・ゼロ・エネルギー・ビル（ZEB）」の認証を大規模生産施設として国内で初めて取得[13]。
- 2025年10月1日 - エトリアに資本参加、プリンター事業の開発・生産機能を同社に当社に統合[14]。

## 歴代社長
| 代                | 氏名       | 就任年月   | 退任年月      | 備考                                                                             |
| 沖電気            | 沖電気     | 沖電気     | 沖電気        | 沖電気                                                                           |
| ----------------- | ---------- | ---------- | ------------- | -------------------------------------------------------------------------------- |
| 1                 | 浅野総一郎 | 1912年8月  | 1930年11月9日 | 会長、在職中に死去                                                               |
| 2                 | 浅野泰治郎 | 1930年12月 |               | 会長                                                                             |
| 3                 | 小沢仙吉   | 1944年4月  | 1945年11月    | 旧大日本帝国海軍中将                                                             |
| 4                 | 楊井勇三   | 1945年11月 | 1947年8月     | 安田保善社出身                                                                   |
| 5                 | 井上良治   | 1947年8月  | 1948年8月     | 在職中に死去                                                                     |
| 6                 | 楊井勇三   | 1949年1月  | 1949年4月     | [ 15 ]                                                                           |
| 7                 | 神戸捨二   | 1949年4月  | 1949年11月    | 安田銀行出身                                                                     |
| 沖電気工業（OKI） |            |            |               |                                                                                  |
| 7                 | 神戸捨二   | 1949年11月 | 1966年1月     | [ 15 ]                                                                           |
| 8                 | 森章       | 1966年1月  | 1972年11月    | [ 15 ]                                                                           |
| 9                 | 山本正明   | 1972年11月 | 1978年4月     | 富士銀行出身                                                                     |
| 10                | 三宅正男   | 1978年4月  | 1982年5月     | 宮村武夫専務（富士銀行常務） 社長室主幹笹原信一郎（富士銀行取締役→荘内銀行頭取） |
| 11                | 橋本南海男 | 1982年5月  | 1988年6月     | 光安愛友専務（富士銀行取締役）                                                   |
| 12                | 小杉信光   | 1988年6月  | 1992年10月    | 光安愛友副社長                                                                   |
| 13                | 神宮司順   | 1992年10月 | 1995年8月     | [ 15 ]                                                                           |
| 14                | 沢村紫光   | 1995年8月  | 1998年6月     | [ 15 ]                                                                           |
| 15                | 篠塚勝正   | 1998年6月  | 2009年        |                                                                                  |
| 16                | 川崎秀一   | 2009年     | 2016年        |                                                                                  |
| 17                | 鎌上信也   | 2016年     | 2022年        | 星正幸副社長（富士銀行出身、みずほFG常務）                                       |
| 18                | 森孝廣     | 2022年     | 現在          |                                                                                  |

## 製品・サービス

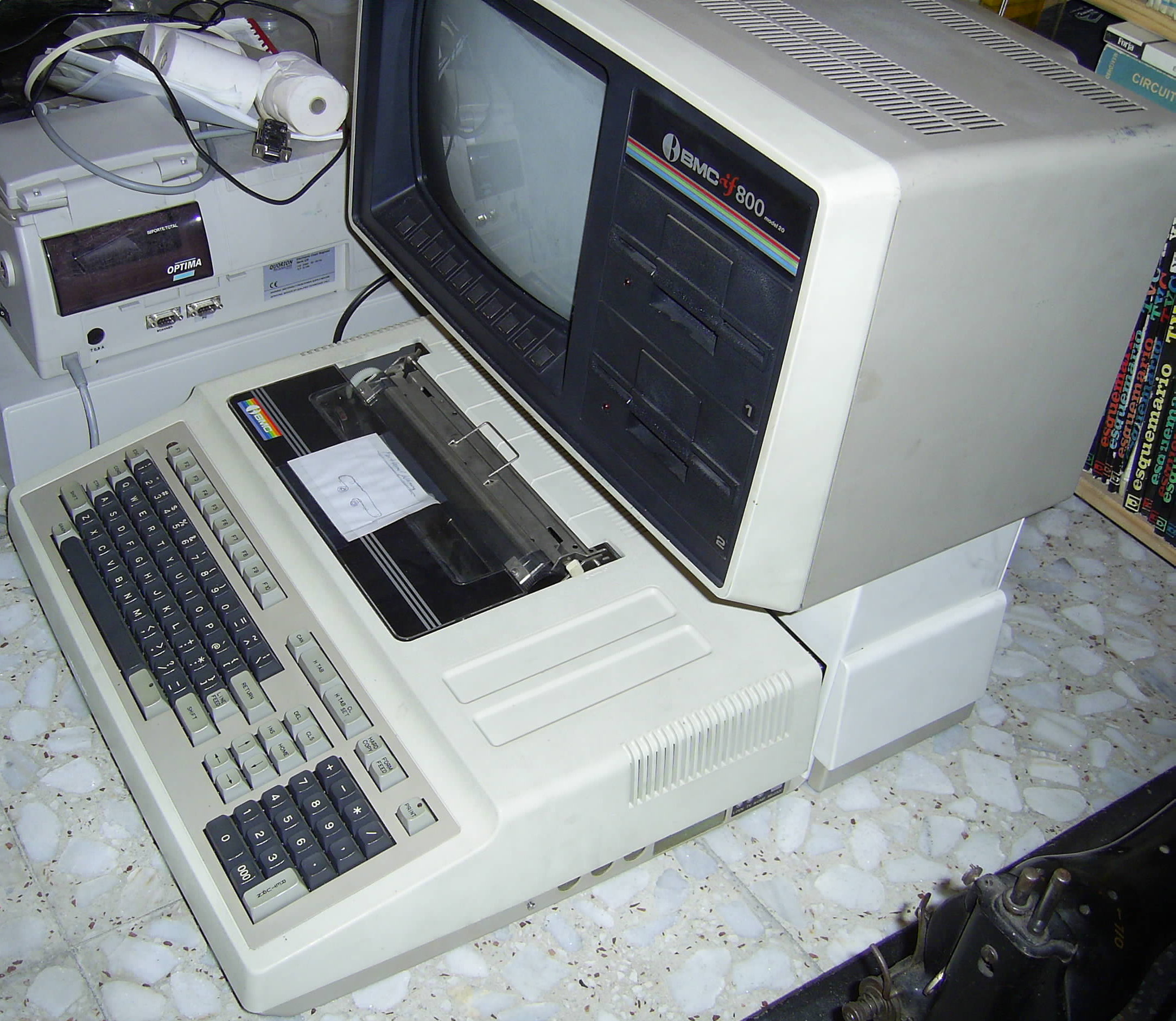
BMC IF800 20 03

情報通信、メカトロシステム、プリンター、EMSを事業部門として持ち、金融機関、官公庁、企業・法人などを中心に各種製品・ソリューションを提供する。特に、現金自動預け払い機（ATM）は国内外において高シェアを占めている他、昨今ではEMS事業において積極的に買収を進めるなど新分野の開拓も進めている。また、海上自衛隊向けに潜水艦ソナーシステムやソノブイなどを納入し、2014年度の防衛省調達契約高の順位では15位に入るなど、軍需企業としての側面も併せ持っている。なお、プリンターの製造・販売は事業子会社である沖データが手掛けていたが、2021年に本社の事業に戻り、世界各国に展開、海外売上比率は70%に達している。
その一方で、かつて主な収益源であった電話交換機などのレガシー事業はデジタル化の進展とともに規模を縮小している他、パソコン（「if800」など）やコピーボード「かわら版」、半導体（システムLSI、DRAM等）などの製造・販売からは既に撤退している。そのため、現在一般消費者向け製品としてはプリンターがあるのみで、電機労連大手各社の中では知名度がやや劣る。かつては携帯電話を製造し（一部、京セラのOEMの機種もあった）、DDIセルラーグループ・日本移動通信を通じて販売していたこともあった。
2022年8月17日、超音波を利用して物の有無や距離を検出する「超音波センサー」の感度を従来製品比20倍とする新技術を開発したと発表した。プリンター開発で得た素材を接着する独自技術を応用し、超音波センサー内の電子部品「圧電MEMS（微小電子機械システム）」の性能を向上させた。
日本赤十字社への協力
沖電気工業は1964年に品川事業所（当時）で日本初の企業集団献血を行って以来、多数の社員や役員が献血に参加するなど、グループを挙げて日本赤十字社が推進する血液事業を支援している。「OKI愛の100円募金」のマッチングギフト方式により、日本赤十字社に対して輸血用血液製剤を医療機関に届ける際に使用されている保冷庫付献血運搬車を寄贈した。 1996年度より26年間、全国各地の赤十字血液センターへ保冷庫付献血運搬車や広報車を寄贈している。今回（2022年3月）の保冷庫付献血運搬車で32台目の寄贈となった。

### 情報通信
- 通信事業者・プロバイダー
  - 電話交換機（デジタル交換機）
  - 各種ネットワーク機器
  - NTT東西向けGE-PON、HGWなどの供給
    - NTT、KDDIなどを中心に納入。
- 金融機関・保険業
  - 営業店向け窓口端末
  - 事務集中システム・ソリューション
  - オムニチャンネルソリューション
    - みずほ銀行、三井住友銀行、ゆうちょ銀行の他、全国の地銀、信金などに多数納入。
- 官公庁、法人
  - IPテレフォニーシステム（PBX、ビジネスフォン、構内PHS）
  - コールセンターの開発・構築・運営支援
  - VoIPシステム
  - ビデオ会議システム
  - 動画監視システム
  - 顔認証システム
  - サーバ
  - DressUP IT基盤ソリューションサービス
  - 基幹業務システム構築・運用支援
  - プライベートクラウド導入支援サービス
  - スマートフォン向け業務アプリケーション構築・運用支援

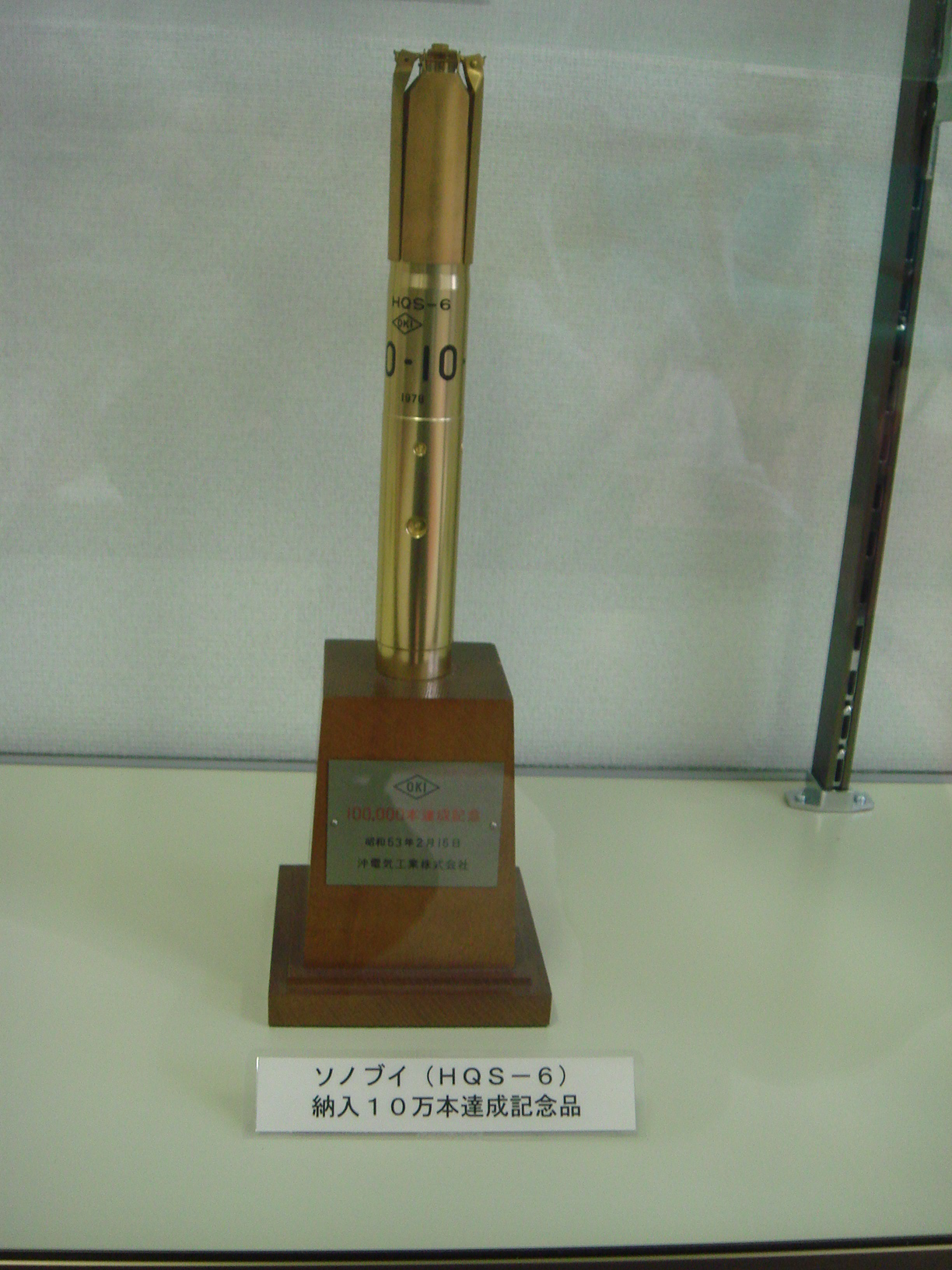
海上自衛隊　HQS-6型ソノブイ

  - 仮想化ITソリューションサービス
  - 各種ASP事業

### 各種社会インフラ、防衛関連

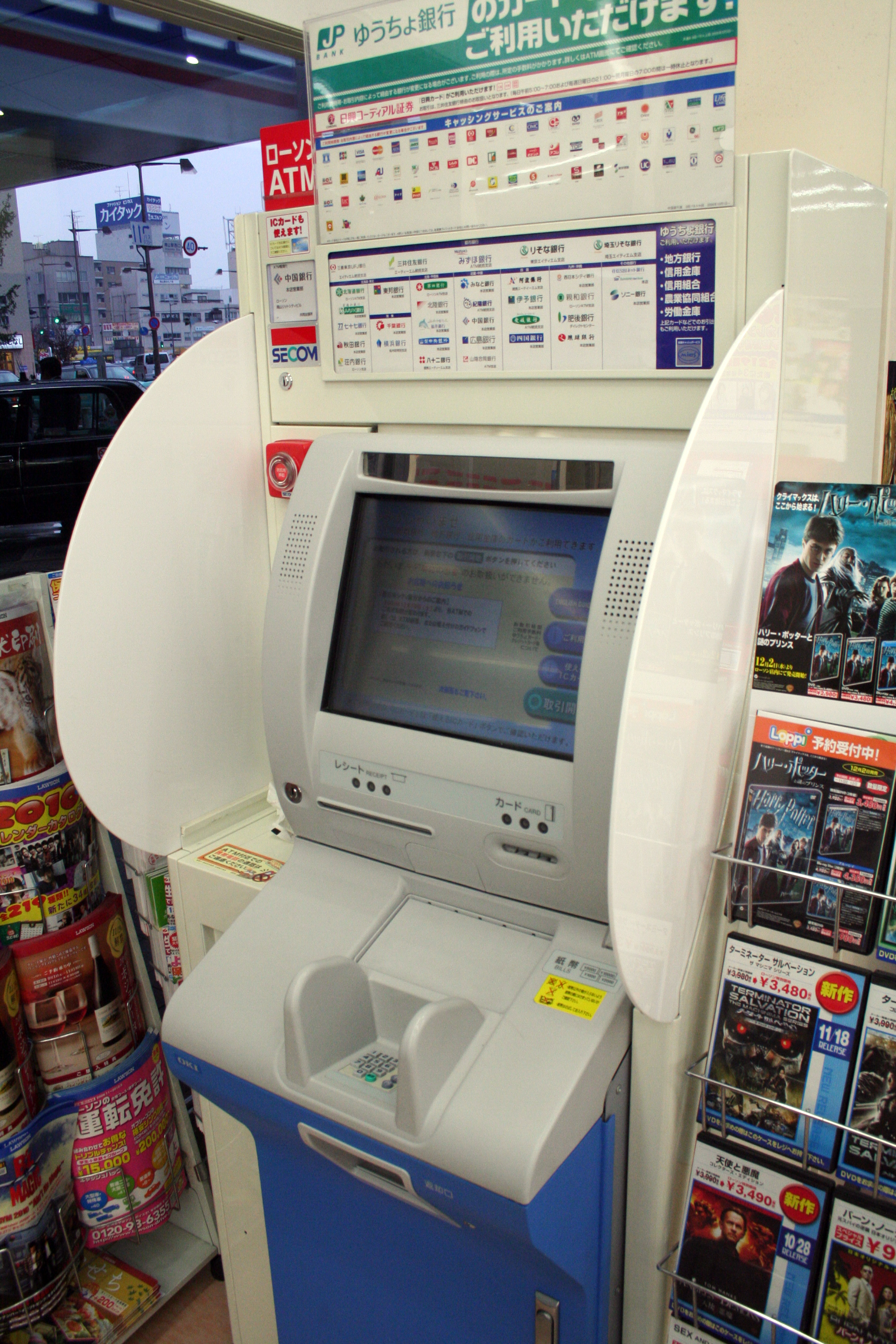
ローソンに設置されている先代の小型ATM

- 防災システム
  - 市町村向け防災無線システム
  - 消防無線システム
  - 河川監視システム
- 交通システム
  - ETC
  - VICS
  - 航空管制システム
  - 鉄道用沿線電話機、高速道路用緊急電話
- 防衛システム
  - 潜水艦ソナーシステム
  - ソノブイ
  - 野外通信システム

### メカトロシステム
- 自動化機器
  - 現金自動預け払い機（「ATM-BankIT Pro」、「CP21Z」等）：大手銀行、全国の地銀、信金などに多数納入。また、ローソン、ビューアルッテなどの小型ATMも多数手掛けている。海外市場にも展開中。
  - 記帳機
  - 自動契約機
  - 現金処理機、釣銭機、入出金機、外貨両替機：営業店、商業施設向けに展開。
- 金融端末
  - 通帳伝票プリンター
  - 通帳発行機
- 発券端末
  - 窓口端末：JAL、ANA、JR東日本、近鉄などに納入。
  - チェックイン端末：JAL、ANA、スカイマークなどに納入。
  - 顧客操作型端末（「MV30」、「MV50」等）：JRシステム向けマルス端末（「指定席券売機」、「みどりの券売機」等）、リムジンバス向け券売機など
  - KIOSK端末（「SUKIT」）：各種施設に納入。指定席券売機（JR東日本）

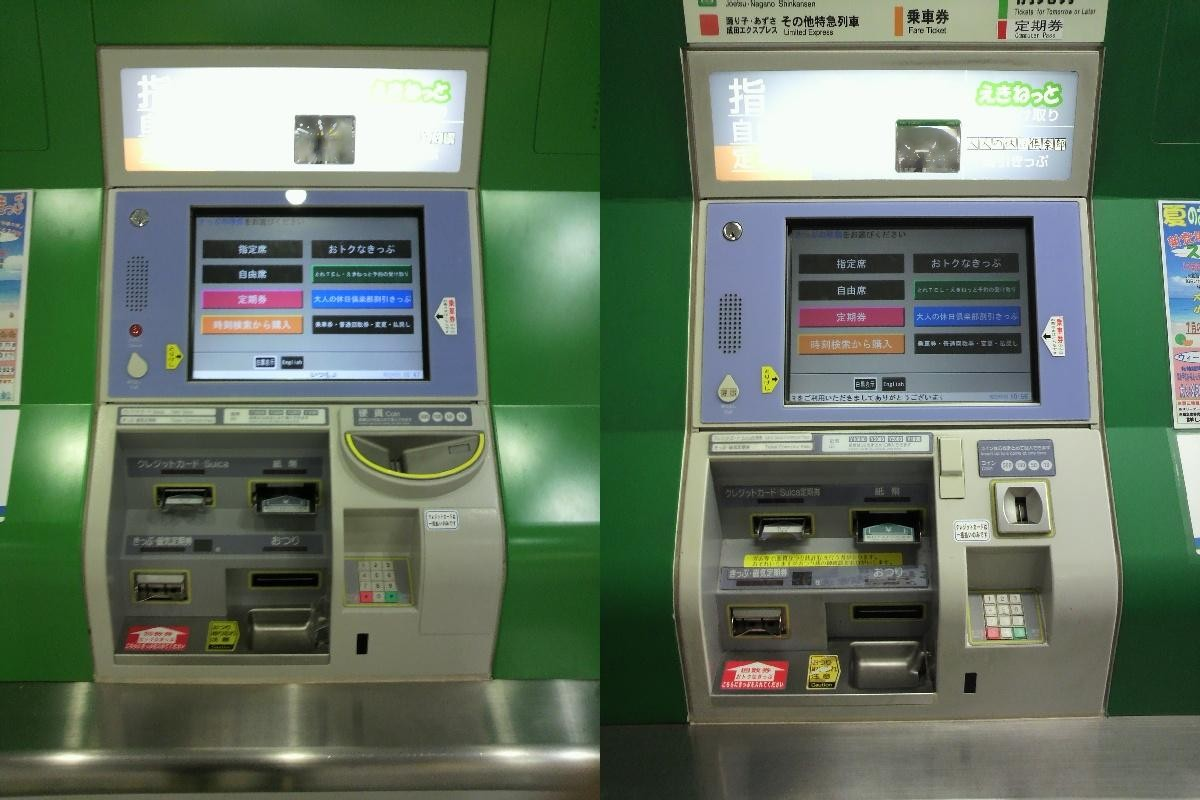
指定席券売機（JR東日本）

### プリンター
- LEDプリンター
- ドットインパクトプリンター
- 複合機
- 大判プリンター

### EMS
- 通信・医療・計測機器などを中心とした受託製造
- 各種品質試験
- プリント基板の製造

## 主要拠点

### 国内
- 本社（東京都港区虎ノ門）
- OKIビジネスセンター（東京都港区芝浦）
- OKIシステムセンター（埼玉県蕨市）
- 高崎事業所（群馬県高崎市）
- OKI関西テクノリサーチセンター（大阪市中央区）
- 富岡工場（群馬県富岡市）
- 本庄工場（埼玉県本庄市）
- 情報通信沼津工場（静岡県沼津市）

その他全国各地に支社・支店を有する。また、かつては半導体の製造拠点として八王子事業所を有していたが、2008年にロームに売却されたのち、一部は閉鎖された。閉鎖されず残された部分は、ネオフォトニクスに売却された。

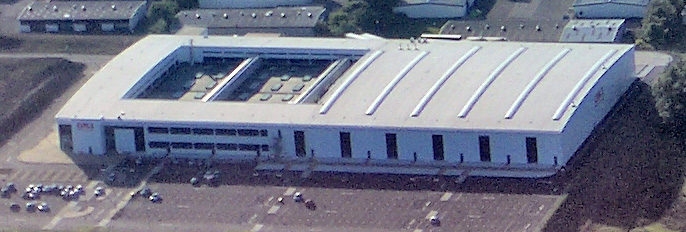
OKI Electric Cumbernauld factory

### 海外
主にプリンターの製造・販売会社として、北米、南米、欧州、アジア、オセアニアの各地域に現地法人を置いている。

## 関連会社
- 沖データ - パソコン用プリンターの事業会社。
- 沖電気カスタマアドテック（OCA）- 沖電気製品の工事、保守を主な事業としている。
- 沖ウィンテック - 旧・沖電気工事。電気工事業者。
- 沖エンジニアリング（OEG） - 1973年12月6日創立。他社からの受託試験サービス（信頼性評価・故障解析、電子部品情報調査等）を行う。
- 沖コムテック（OCT）- 沖電気が製造・販売する通信事業者向けの通信機器の設計・開発を主な事業としている。
- OKIアイディエス
- OKIソフトウェア（OSK）- OKIグループの情報・通信システムのソフトウェア開発、社内ITシステムの開発・運用を主な事業としている。
- OKIプロサーブ（OPS）
- OKIコムエコーズ
- 長野沖電気
- 日本ビジネスオペレーションズ（JBO）- ATMの遠隔運用保守請負業者。
- 沖電線 - 電線・プリント基板メーカー。
- 岡谷電機産業
- サクサホールディングス
- OKIサーキットテクノロジー

## 代理店

### 上場している代理店
- 因幡電機産業[21]
- 丸文[21]
- カナデン[21]
- 日本プリメックス[21]

## 不祥事
- 2012年、スペインのプリンター販売子会社で巨額の不正会計が発覚。一時東京証券取引所において監理銘柄に指定された。
- 2017年2月2日、「消防救急無線のデジタル化に係る商品又は役務」に関し、公正取引委員会から独占禁止法に基づく排除措置命令および課徴金納付命令を受けた[22]。
- 2021年11月8日、沖電気工業ネットワークに対する第三者からの不正アクセスを確認[23]。社内のファイルサーバーに不審なアクセスがあり、一部のデータが読み出された可能性があることが11月30日に判明している。

## テレビ番組
- 日経スペシャル ガイアの夜明け 武装せよ！ 特許戦争最前線（2002年5月26日、テレビ東京）[24]。
- 知られざるガリバー〜エクセレントカンパニーファイル〜（2023年2月18日、テレビ東京）[25]。
- 魔改造の夜 第13弾（2025年5月29日、NHK総合）。
- 魔改造の夜 第18弾  (2025年8月8日、NHK総合) 。

## 広告活動

### CM
- 1990年代中期頃以降、長らくCMを流していなかった。過去のCMにはアイドル歌手の浅香唯や星野由妃が出演していた。それ以前には、会社のイメージキャラクターとして小林桂樹が務めていたこともある。
- 2009年10月より、菅野美穂をイメージキャラクターに採用したプリンター（沖データ）のテレビCMを開始。
- 2016年3月より、菅野美穂出演の企業イメージCMを開始。
- 2019年10月より、広瀬アリス出演の企業CMを開始[26]。 タイトル「OKIショールーム篇」、テーマ「IoTの力で社会課題を解決!」
- 2021年10月18日より、広瀬アリス出演の新企業CMを開始[27]。タイトル「社会の大丈夫をつくっていく。」

### ブランドアンバサダー
- 2019年4月12日、日本プロサッカーリーグのヴィッセル神戸に所属するアンドレス・イニエスタ選手がブランドアンバサダーに就任したと発表した[28]。

### スポンサード

#### テレビ・ラジオ
- 報道ステーション（テレビ朝日） - 毎週木曜日に提供。
- あさチャン!（TBSテレビ） - 隔日7時台のネットスポンサー。
- スポーツフロンティア（テレビ朝日）
- がっちりマンデー!!（TBSテレビ） - 2010年10月から2018年3月まで提供。
- ミラキュラス レディバグ&シャノワール（テレビ東京）

#### スポーツ
- アスルクラロ沼津（サッカー・Jリーグ） - 2024年7月よりユニフォームスポンサー（背中下部）[29]

#### （過去）
- ポーツマスFC - サッカー、イングランド・プレミアリーグ
- 1.FCカイザースラウテルン - ドイツ・ブンデスリーガ

## スポーツ活動

### 陸上競技部
- 陸上競技（長距離走・マラソン・駅伝）の実業団チーム。半導体製造子会社の宮崎沖電気の陸上チームとして1986年発足、2009年廃部。陸上部発足当時は男子選手も所属していたが、1996年頃から女子選手のみ所属のチームとなった。なお例年12月開催の全日本実業団対抗女子駅伝（クイーンズ駅伝）では、1996年・1997年・1999年の合計3回優勝を果たした。
  - かつて同チームの監督・総監督だった廣島日出国（元旭化成所属）は、陸上競技の解説者としてお馴染みであった。また1991年世界陸上東京大会男子マラソン金メダリストの谷口浩美（元旭化成）が、同チームの助監督・監督を務めた時期があった。同チームの所属選手では、1996年アトランタオリンピック7位入賞・2000年シドニーオリンピック10位と、2大会連続五輪で女子10000m代表だった川上優子や、日本陸上選手権女子10000m優勝・2001年名古屋国際女子マラソン3位の岡本幸子らがいた。
  - しかし2002年に川上、2003年に岡本らが相次いで引退した後の同チームは、駅伝等での成績が振るわない状況が続いた。さらに不景気による経営改善策の一環のため、2009年3月末をもって廃部となった。

### 女子サッカー部
1990年発足、1999年廃部。詳細はOKI FC Windsを参照。

### 注
1. ↑  このときウェスタン・エレクトリックの日本側代理人だった岩垂邦彦が、沖の合弁断念後に合弁先として自ら設立したのが日本電気である。
2. ↑  同社は2014年4月1日、OKIサーキットテクノロジーに社名変更。